# Sandra Gasser
Sandra Gasser (ur. 27 lipca 1962 w Bernie) – szwajcarska lekkoatletka, specjalizująca się w biegach średniodystansowych.
W 1987 została zdyskwalifikowana na 2 lata za stosowanie niedozwolonych środków dopingujących. W wyniku tej dyskwalifikacji straciła brązowy medal, który zdobyła w biegu na 1500 metrów podczas mistrzostw świata w Rzymie (1987).

## Sukcesy sportowe
- czterokrotna mistrzyni Szwajcarii w biegu na 800 metrów – 1985, 1986, 1987, 1992[2]
- trzykrotna mistrzyni Szwajcarii w biegu na 1500 metrów – 1991, 1992, 1993
- halowa mistrzyni Szwajcarii w biegu na 400 metrów – 1987[3]
- trzykrotna halowa mistrzyni Szwajcarii w biegu na 800 metrów – 1993, 1994, 1995
- trzykrotna halowa mistrzyni Szwajcarii w biegu na 1500 metrów – 1983, 1984, 1985

| Rok  | Miasto       | Zawody                    | Konkurencja    | Wynik         |
| ---- | ------------ | ------------------------- | -------------- | ------------- |
| 1984 | Göteborg     | Halowe mistrzostwa Europy | bieg na 1500 m | brązowy medal |
| 1987 | Liévin       | Halowe mistrzostwa Europy | bieg na 1500 m | złoty medal   |
| 1987 | Indianapolis | Halowe mistrzostwa świata | bieg na 1500 m | 6. miejsce    |
| 1990 | Glasgow      | Halowe mistrzostwa Europy | bieg na 1500 m | srebrny medal |
| 1990 | Split        | Mistrzostwa Europy        | bieg na 1500 m | brązowy medal |
| 1993 | Toronto      | Halowe mistrzostwa świata | bieg na 1500 m | brązowy medal |

## Rekordy życiowe
| konkurencja         | na stadionie                               | w hali                            |
| ------------------- | ------------------------------------------ | --------------------------------- |
| bieg na 800 metrów  | 1:58,90 – Berlin, 21/08/1987               |                                   |
| bieg na 1000 metrów | 2:31,51 – Jerez de la Frontera, 13/09/1989 | 2:37,10 – Karlsruhe, 11/02/1990   |
| bieg na 1500 metrów | 4:01,10 – Oslo, 04/07/1987                 | 4:07,98– Sindelfingen, 14/02/1993 |
| bieg na milę        | 4:23,84 – Bruksela, 11/09/1987             |                                   |
| bieg na 3000 metrów | 8:54,13 – Lozanna, 12/07/1990              |                                   |